# Niederrhein (Region)

Lage der Region Niederrhein in Deutschland

Der Niederrhein ist eine an die Niederlande grenzende Region im Westen Nordrhein-Westfalens. Sie ist allerdings zu unterscheiden von dem gleichnamigen unteren Rheinabschnitt, zu dessen beiden Seiten sie sich erstreckt; der Flussabschnitt Niederrhein beginnt bereits weiter südöstlich an der Siegmündung. Auch die naturräumliche Definition des Niederrheins als Niederrheinisches Tiefland unterscheidet sich, weil dabei entgegen dem allgemeinen Sprachgebrauch auch Teile des zentralen Rheinlandes einbezogen werden, von derjenigen der Region Niederrhein.
Eine eindeutige geographische Abgrenzung des flachen „eigentlichen“ Niederrheingebietes von den Nachbarlandschaften gibt es nicht. Das Niederrheingebiet bildet außerdem weder geologisch, historisch, politisch noch kulturell eine kontinuierliche Einheit. Gelegentlich wird die Region Niederrhein dadurch definiert, was sie nicht ist, nämlich die benachbarten Niederlande, die Kölner Bucht, Westfalen, das Bergische Land im Südosten oder die Eifel samt Villerücken im Süden. Teile des Niederrheins überlagern sich mit dem Ruhrgebiet, das aber nicht zu den historischen Landschaften zählt.

## Geographie

### Kerngebiet

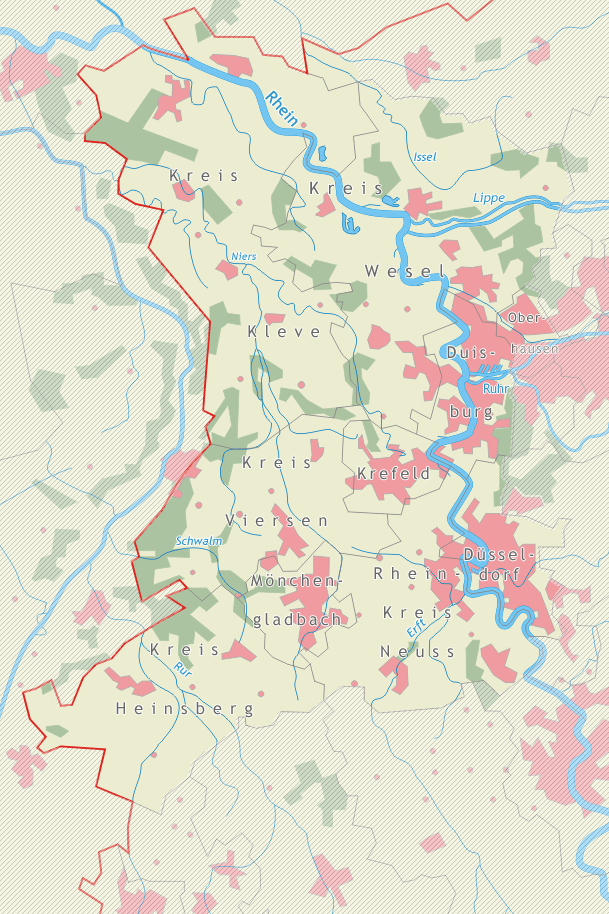
Schematische Karte

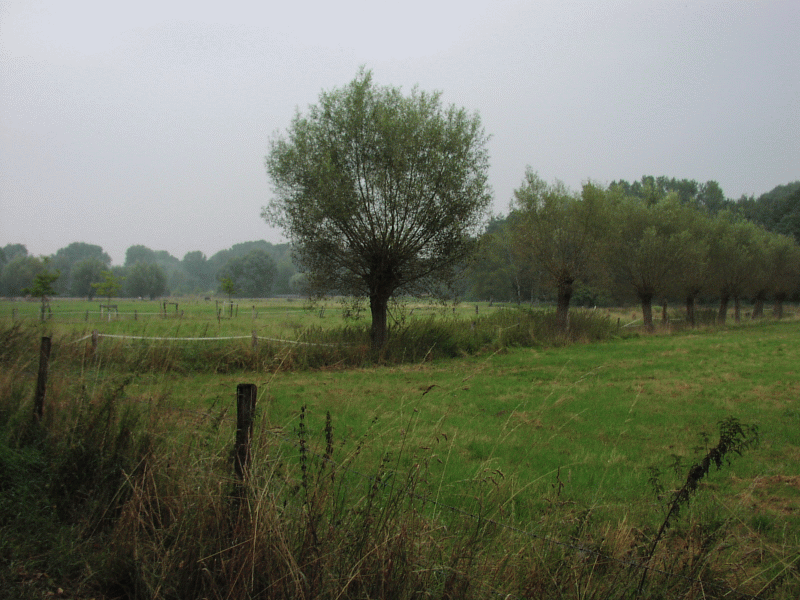
Niederrheinische Landschaft

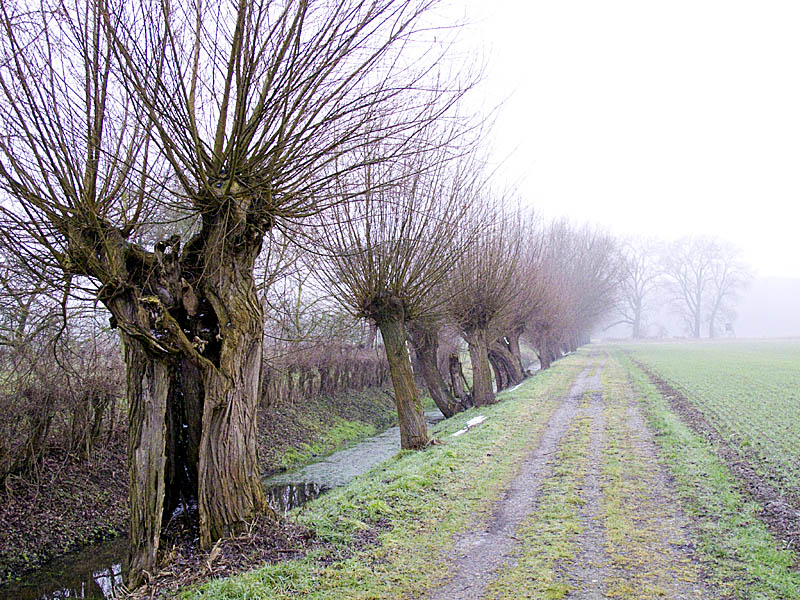
Die Kopfweide als typisches Element der niederrheinischen Kulturlandschaft floss in das Wappen des Kreises Wesel ein.

Kerngebiet des Niederrheins sind die Kreise Kleve, Wesel und Viersen sowie die Städte Krefeld und Duisburg. Des Weiteren zählen am östlichen und südlichen Rand Teile der Städte Isselburg und Oberhausen (Stadtbezirke Alt-Oberhausen und Sterkrade), der Rhein-Kreis Neuss, die Stadt Mönchengladbach und der Kreis Heinsberg zum Niederrhein.
Das Gebiet entspricht ungefähr den ehemaligen Landesherrlichkeiten, nämlich dem Herzogtum Kleve, der Grafschaft Moers sowie dem ursprünglich maasländischen Quartier Roermond des Herzogtums Geldern und dem nördlichen, linksrheinischen Teil des Kurfürstentums Köln. Vor Gründung der preußischen Rheinprovinz zählten diese Gebiete größtenteils zur Provinz Jülich-Kleve-Berg, während als Provinz Großherzogtum Niederrhein stattdessen Gebiete am heutigen Mittelrhein und in der Pfalz zusammengefasst wurden.

### Peripherie
Düsseldorf, die rheinnahen Teile des Kreises Mettmann und Teile von Leverkusen, die zum historischen Herzogtum Berg gehörten, werden hingegen nur im weiteren Sinne dem Niederrhein zugerechnet. Sie verstehen sich zumeist als Bestandteil des (Gesamt-)Rheinlandes.
Linksrheinisch reicht der Niederrhein im weiteren Sinne bis ungefähr zur Linie Heinsberg, Erkelenz, Grevenbroich, Dormagen, rechtsrheinisch bis Monheim und den nördlichen Stadtteilen Leverkusens und Kölns. Diese Linie entspricht auch der Verbreitung der niederrheinischen Bierspezialität Alt.

### Gliederung
Der auf dem westlichen Rheinufer gelegene Teil der Region wird als linker Niederrhein bezeichnet, der auf dem östlichen als rechter Niederrhein.
Während es keinen Oberen Niederrhein gibt, werden die Kreise Viersen, Heinsberg und Neuss sowie Mönchengladbach und Krefeld zum Mittleren Niederrhein zusammengefasst und die Kreise Wesel und Kleve als Unterer Niederrhein bezeichnet. Dieser Einteilung folgen in etwa auch die beiden Industrie- und Handelskammern am Niederrhein: die Niederrheinische Industrie- und Handelskammer Duisburg-Wesel-Kleve zu Duisburg (die sich auch als Region NiederRhein bezeichnet) und die IHK Mittlerer Niederrhein in Krefeld.
Zur touristischen Vermarktung haben die Kreise Kleve, Viersen und Wesel sowie die Stadt Krefeld die Niederrhein Tourismus GmbH gegründet. Zum Verein Kulturraum Niederrhein zählen die Kreise Kleve, Neuss, Viersen und Wesel und die Städte Düsseldorf, Duisburg, Krefeld und Mönchengladbach. Zur Region Düsseldorf/Mittlerer Niederrhein haben sich die Kreise Mettmann, Neuss und Viersen sowie die Städte Düsseldorf, Krefeld und Mönchengladbach zusammengeschlossen. Der Niederrhein bildet auch den deutschen Teil des Arbeitsgebietes zweier Europaregionen: der Euregio Rhein-Waal und der Euregio Rhein-Maas-Nord.
Auch der Regierungsbezirk Düsseldorf wird gelegentlich herangezogen, um zu versuchen, die niederrheinischen Grenzen zu definieren. Der Regierungsbezirk umfasst sämtliche rheinischen Ruhrgebietsstädte inklusive Mülheim an der Ruhr und Essen, jedoch auch den nicht zum Niederrhein gehörenden nördlichen Teil des Bergischen Landes, das Niederbergische Land, dessen Dialekte aber wiederum niederrheinische sind.

## Wirtschaft

Tagebau Garzweiler

Der industriell geprägte Niederrhein nördlich von Duisburg-Ruhrort

Der Niederrhein hat im dünn besiedelten Norden und Westen einen recht ländlichen Charakter. Entlang des Rheins ist er durch die Flussaue geprägt. Der Anteil der Landwirtschaft am Wirtschaftsvolumen ist (wie auch anderswo) gesunken.
Eines der markantesten Projekte des Kreises Kleve war die Umwandlung des ehemaligen britischen Militärflugplatzes Laarbruch in Weeze zum zivilen Flughafen Niederrhein; sein IATA-Flughafencode NRN wurde aus Niederrhein abgeleitet.
Die Stadt Mönchengladbach, die im 19. Jahrhundert wegen ihrer Textilindustrie das „Rheinische Manchester“ genannt wurde, hat sich ähnlich wie Krefeld diesen Wirtschaftszweig und den damit einhergehenden spezialisierten Maschinenbau bis heute als wichtiges Standbein erhalten, allerdings mit geschrumpfter Tragweite. Krefeld entwickelte sich – begünstigt durch die Aufnahme protestantischer Exulanten (vornehmlich Mennoniten) – im 18. Jahrhundert zum Zentrum der Produktion von Samt und Seide und konnte diese Tradition auch unter naturgemäß sehr erschwerten Bedingungen so erfolgreich bewahren, dass die Dichte der Präsenz von Seidenwebereien weltweit noch immer unerreicht ist. Ein Spezialgebiet der Seidenweberei im Raum Krefeld ist die (renommierte und europaweit führende) Krawattenherstellung.
Die für Krefeld eminent wichtige Chemieindustrie und der Maschinenbau haben auch in Duisburg eine große Bedeutung. Der Strukturwandel von der breitgefächerten Montanindustrie zum Dienstleistungssektor setzt sich im Rheinischen Ruhrgebiet, besonders in Duisburg und Oberhausen, weiter fort, obwohl die Stahlerzeugung ihre Krise überwunden hat und auch langfristig weiter fortbesteht. Die Stilllegung der letzten Duisburger Zeche wurde vollzogen. Neben Büroimmobilien und Mikroelektronik weist auch die durch Europas größten Binnenhafen (Duisport in Duisburg) begünstigte Transportlogistik einen wachsenden Stellenwert auf.
Die verkehrsgeographische Lagegunst am Zusammenfluss von Rhein und Ruhr machte Duisburg und das gesamte Ruhr-Mündungsgebiet zum größten Standort der deutschen Stahlindustrie und zum Zentrum der deutschen Rheinschifffahrt.
Die Landeshauptstadt Düsseldorf hat einen starken tertiären Sektor (Messe-, Handels- und Modestadt, Sitz von Konzernen und Wirtschaftsverbänden, ein großer deutscher Banken- und Börsenplatz). Der Flughafen Düsseldorf zählt zu den meistfrequentierten der Bundesrepublik. Von dem im Fokus der Branche stehenden regen Büroflächenumsatz dieser Wirtschaftsmetropole profitiert auch die linksrheinische Nachbarstadt Neuss, die mit Düsseldorf einen großen Binnenhafen betreibt.
Durch den Braunkohlentagebau Garzweiler und Braunkohlekraftwerke prägt die Energiewirtschaft das Umland von Grevenbroich, der zweitgrößten Stadt im Rhein-Kreis Neuss.

## Kultur

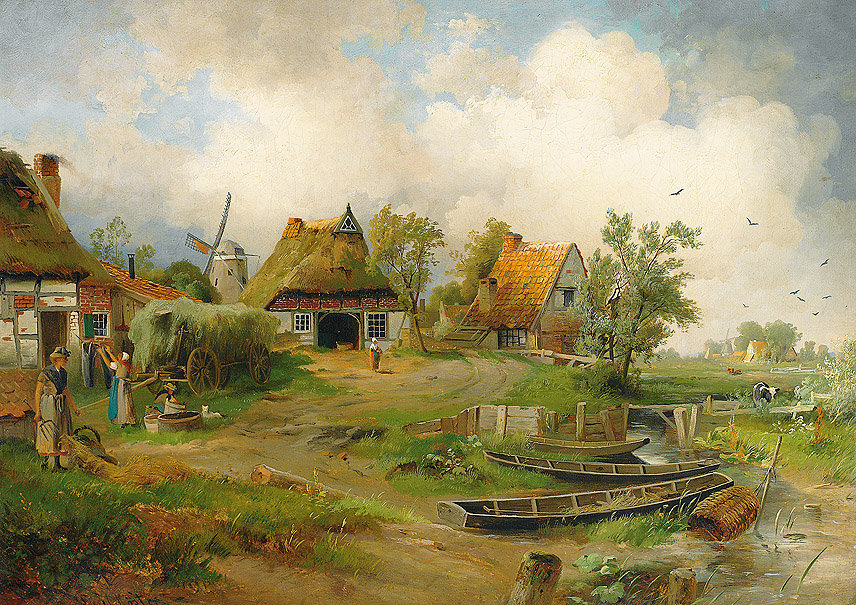
Niederrheinisches Dorf auf einem Gemälde von Paul Köster

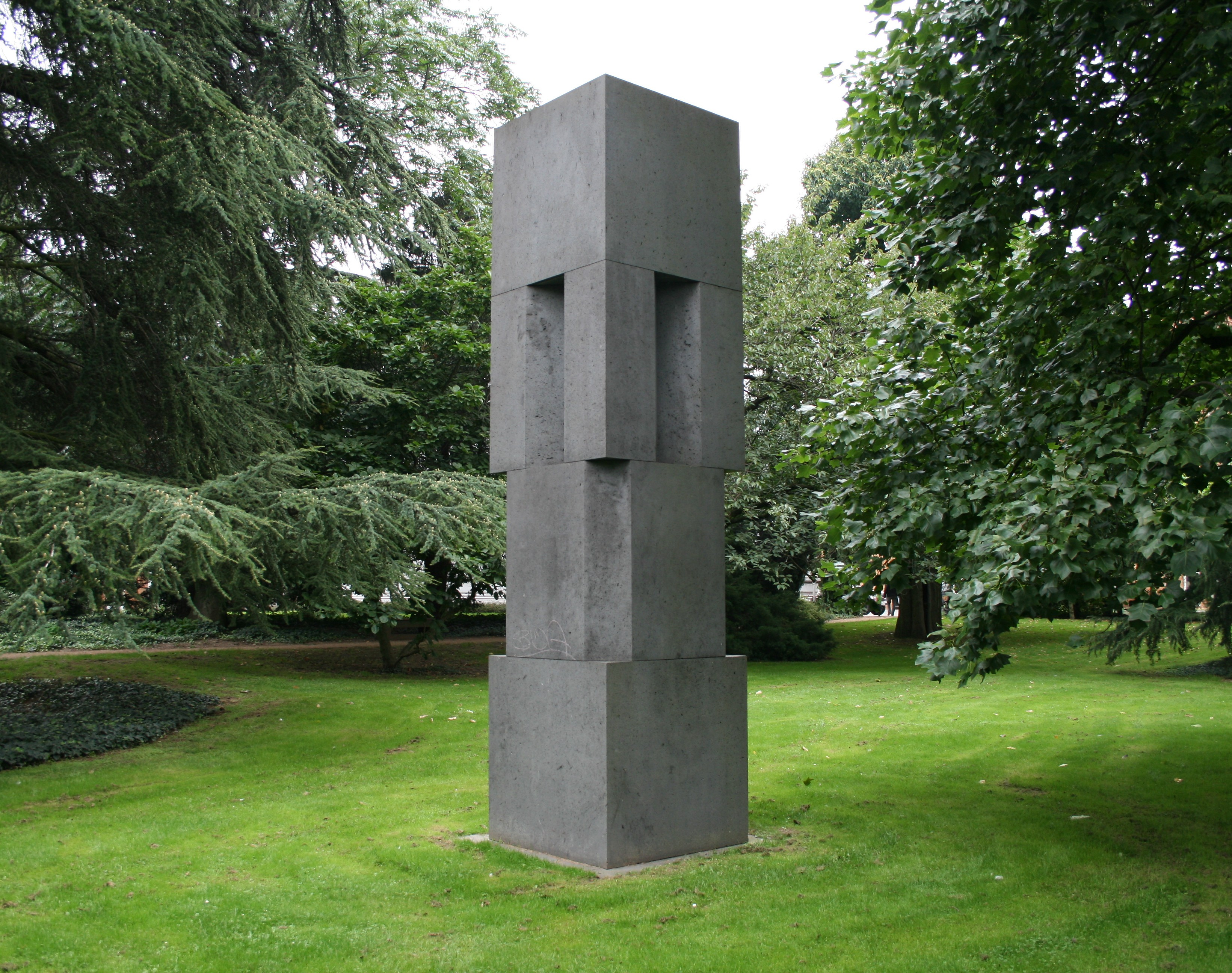
Erwin Heerichs Skulptur Monument in der Skulpturensammlung Viersen

Die Niederrheiner sind für ihren Karneval bekannt, dessen Treiben insbesondere in der südlichen Teilregion von der Öffentlichkeit wahrgenommen wird. Neben dem rheinischen Karneval ist auch das Schützenwesen weit verbreitet, das Schützenfest in Neuss gehört dabei zu den bekanntesten. Die meisten Vereine am Niederrhein sind im Bund der historischen deutschen Schützenbruderschaften (BHDS) und seiner Jugendorganisation dem Bund der Sebastianus Schützenjugend (BdSJ) oder dem Rheinischen Schützenbund (RSB) organisiert.
Die rheinische Martinstradition entstand um 1870 am mittleren Niederrhein und wurde von den Soldaten des Ersten Weltkriegs in alle deutschen Regionen hinein verbreitet. Seit 2018 ist die Art, das Martinsfest zu feiern, immaterielles Kulturerbe des Landes Nordrhein-Westfalen. Martinsfeste mit dem reitenden Martin, Laternenumzügen, Martinsliedern, Martinsfeuern und dem Weckmann als typischem Gebäck zum Martinstag gibt es am Niederrhein in jedem Dorf bis hinein in die kleinsten Weiler. Insgesamt wird von 350 bis 400 Traditionsumzügen im Verbreitungsgebiet zwischen Rhein, Maas und dem Eifelvorland ausgegangen, hinzu kommen zahlreiche Schul- und Kindergartenumzüge.
In der Bildenden Kunst kann die Rezeption der niederrheinischen Landschaft auf eine lange Tradition verweisen, die sie u. a. der Düsseldorfer Kunstakademie und ihrer Malerschule verdankt. Zu den Landschaftsmalern, die als „Niederrheinmaler“ gelten, zählen Max Clarenbach, Piet Leysing,  Helmuth Liesegang und August Erkens, dessen Sammlung das Museum Europäischer Kunst (früheres Museum Arno Breker) im Schloss Nörvenich betreut. Zu den bedeutenden Kunstmuseen des Landes zählen die Kunstmuseen Krefeld, das der Skulptur gewidmete Lehmbruck-Museum und das Museum Küppersmühle in Duisburg, das Museum Abteiberg in Mönchengladbach, das Museum Schloss Moyland (in Bedburg-Hau bei Kleve), die Ludwig Galerie Schloss Oberhausen wie auch das Museum Kunstpalast und die Kunstsammlung Nordrhein-Westfalen mit ihren beiden Standorten in Düsseldorf.
Kunst und Naturidylle verbindet das Neusser Museum Insel Hombroich. In Hünxe-Drevenack bei Wesel findet sich das Otto-Pankok-Museum, in dem permanent Werke des niederrheinischen Malers und Grafikers ausgestellt werden. Unter den zahlreichen weiteren Museen finden sich beispielsweise das Niederrheinische Motorradmuseum in Moers, das Deutsche Textilmuseum in Krefeld, das eine der wichtigsten Sammlungen dieser Thematik zeigt und die karnevalistische Narrenmühle im Viersener Stadtteil Dülken. In der Skulpturensammlung Viersen, rund um die Städtische Galerie im Park, befinden sich Objekte von Tony Cragg, Erwin Heerich, Roberto Matta, Karl Horst Hödicke und der New Star von Mark di Suvero.
Als überregional anerkannte Theater gelten das Düsseldorfer Schauspielhaus und die Deutsche Oper am Rhein, eine Theatergemeinschaft der Städte Düsseldorf und Duisburg. Die Vereinigten Städtischen Bühnen Krefeld und Mönchengladbach sind das älteste in dieser Form bestehende deutsche Kooperationstheater. Das Land Nordrhein-Westfalen unterhält die Burghofbühne Dinslaken und das Rheinische Landestheater Neuss. Nicht nur Kinder haben ihren Spaß im Düsseldorfer Marionetten-Theater und im ähnlichen Krefelder Haus Krieewelsche pappköpp. Das Moerser Schlosstheater, das noch junge Theater Oberhausen, das Metronom Theater (Oberhausener Musicaltheater), das Forum Freies Theater und das Kom(m)ödchen (Düsseldorf) bereichern gleichfalls die Bühnenlandschaft. Für konzertanten Ohrenschmaus sorgen die Düsseldorfer Symphoniker, die Duisburger Philharmoniker und die in Krefeld und Mönchengladbach ansässigen Niederrheinischen Sinfoniker, die allesamt auch als Opernorchester dienen. Zu den bedeutenden niederrheinischen Autoren gehören Hanns Dieter Hüsch und der durch sein Hauptwerk Die Insel des zweiten Gesichts bekannte Schriftsteller Albert Vigoleis Thelen.
Zu den etablierten Festivals gehören u. a. die im Amphitheater des Archäologischen Parks stattfindenden Xantener Sommerfestspiele (Ballett, Musik und Theater), die Duisburger Akzente (Bildende Kunst, Lesungen, Tanz/Ballett, Theater, Tagungen), Haldern Pop in Rees, Parookaville in Weeze und das Moers Festival, das aus der niederrheinischen Jazz-Szene ebenso wenig wegzudenken ist wie das in der Festhalle stattfindende Jazz Festival Viersen.
Zur Vernetzung aller Aktivitäten, die der Erforschung der Region gewidmet sind, unterstützt und fördert die Niederrhein Akademie/Academie Nederrijn e. V. mit Sitz in Xanten grenzüberschreitend die Arbeit der Bildungseinrichtungen, Museen, Archive und Vereine am Niederrhein. Sie arbeitet dabei eng mit dem Institut für niederrheinische Kulturgeschichte und Regionalentwicklung (InKuR) der Universität Duisburg-Essen zusammen, das sich zum Ziel gesetzt hat, die interdisziplinäre Zusammenarbeit im Bereich der Forschungen zur Kulturgeschichte und Regionalentwicklung des niederrheinischen Raums und seiner Nachbargebiete von den Anfängen bis zur Gegenwart zu fördern.

## Sprache
Die meisten am Niederrhein gesprochenen Mundarten werden (wie die niederländische Sprache und ihre Mundarten) zum Niederfränkischen eingeteilt. Es werden auch Übergangsdialekte zum Ripuarischen gesprochen.

## Tourismus

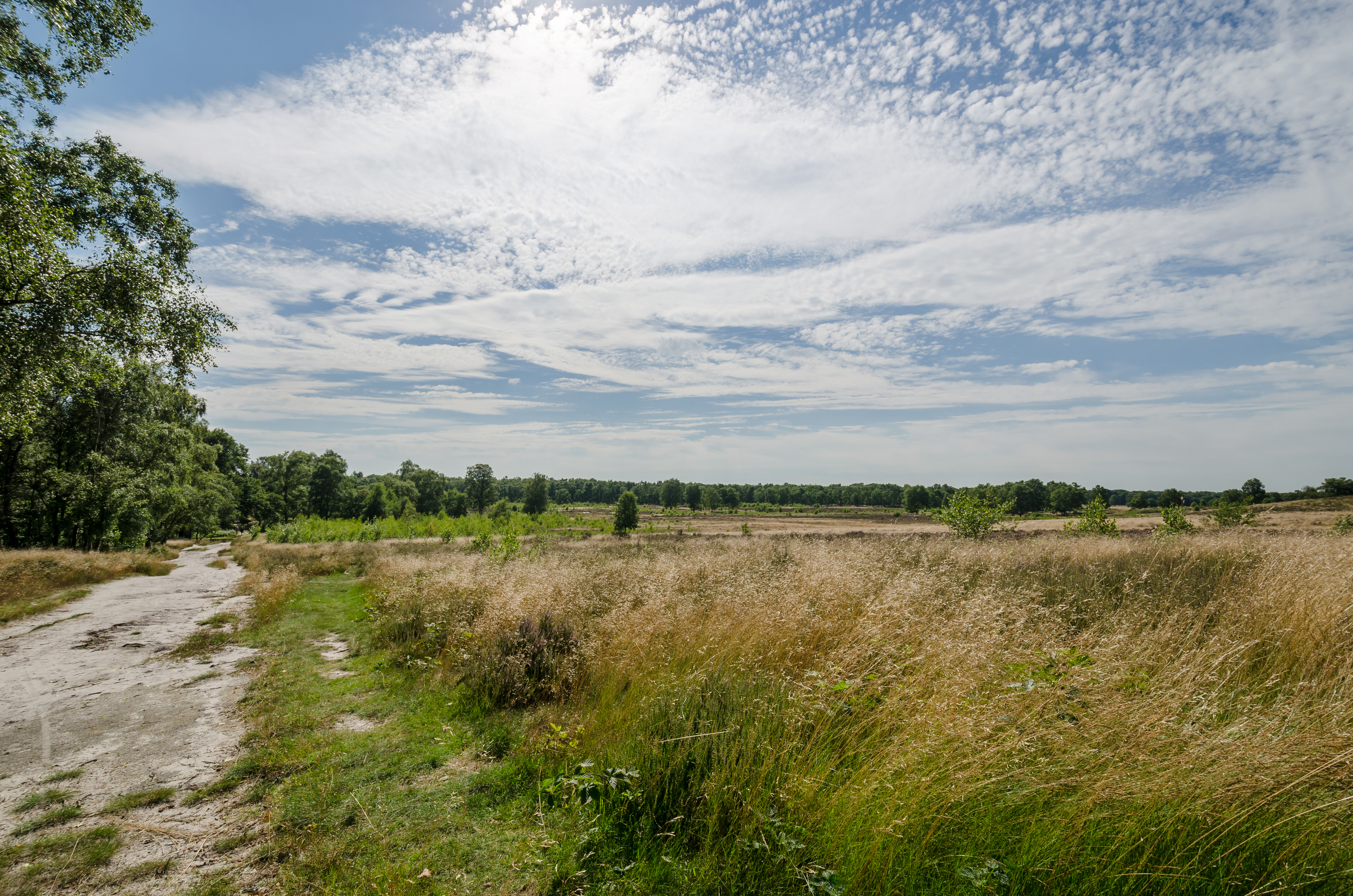
Nationalpark De Maasduinen

Der grenzüberschreitende Naturpark Maas-Schwalm-Nette ist 870 Quadratkilometer groß und bietet zahlreiche Radwandertouren; in seiner Nähe liegen die niederländischen Nationalparks De Maasduinen, De Meinweg, De Groote Peel und Hoge Veluwe. Im Kreis Wesel liegt der Naturpark Hohe Mark, der auch Teile des Westmünsterlands umfasst und 1.978 km² groß ist. Der 158 Kilometer lange Fernwanderweg Hohe-Mark-Steig verbindet Wesel und Olfen. Der Klever Reichswald (51 km²) ist das größte zusammenhängende Waldgebiet am Niederrhein.
Ab 1995 entstand auf dem Areal des nie in Betrieb gegangenen Kernkraftwerks Kalkar der Freizeitpark Kernwasser-Wunderland.
2010 gab es in Krefeld sowie den Kreisen Kleve, Viersen und Wesel zusammengenommen über 2 Millionen touristische Übernachtungen, darunter 17,5 % aus dem Ausland.
2-Land ist ein Tourismus-Projekt in den beiden Europaregionen Euregio Rhein-Maas-Nord und Euregio Rhein-Waal. Auf deutscher Seite zählen die Kreise Viersen, Neuss, Wesel und Kleve sowie die Städte Krefeld, Mönchengladbach und Duisburg dazu.
Eine wiederkehrende touristische Veranstaltung für die ganze Region ist der Niederrheinische Radwandertag, der jährlich am ersten Sonntag im Juli stattfindet.